# Appel aux armes de Coatesville
L’appel aux armes de Coatesville, de 1919, se produit lorsque la communauté noire de Coatesville, en Pennsylvanie, aux États-Unis, forme un important groupe armé pour empêcher un lynchage qui doit avoir lieu. Ce n'est que plus tard, lorsque le groupe armé encercle la prison pour empêcher le lynchage, qu'ils apprennent qu'il n'y a pas de suspect, ni foule de lynchage blanche. Cet événement se situe au cours de l'Été rouge des États-Unis.

## Contexte: lynchage de Zachariah Walker en 1911
En 1911, l'ouvrier Zachariah Walker est lynché à Coatesville. Il avait laissé sa femme et ses enfants en Virginie pour chercher un meilleur emploi. Cet Afro-Américain était accusé d'avoir tué le policier Edgar Rice, un personnage populaire de la ville. Zachariah Walker invoque la légitime défense et il est hospitalisé après son arrestation. Il est traîné hors de l'hôpital et brûlé vif, devant une foule de centaines de personnes, dans un champ au sud de la ville. 15 hommes et adolescents sont inculpés, mais tous sont acquittés lors des procès. Le lynchage est le dernier, en Pennsylvanie, et aurait laissé une marque permanente sur l'image de la ville.

## Appel aux armes
Le 6 juillet 1919, une jeune fille blanche de quatorze ans, Esther Hughes, aurait été attaquée par un homme noir. Le compagnon d'Esther est attaché à un arbre et une autre fille qui était avec Esther réussit à s'enfuir.
Le 8 juillet, une rumeur fait surface, selon laquelle un suspect a été arrêté et qu'une foule blanche se rassemble pour le lyncher. Effrayés par le lynchage de Zachariah Walker en 1911, un groupe important d'Afro-Américains de Coatesville s'arme et marche en ville pour protéger la prison de la foule blanche. À leur arrivée, le maire Swing et le révérend local T. W. McKinney assurent à la foule que la rumeur est fausse. Un certain nombre de leaders de la marche sont arrêtés et accusés d'incitation à l'émeute alors qu'ils sont rassemblés pour mettre fin à une rumeur d'émeute blanche. 
Les neuf personnes arrêtées sont toutes libérées par la suite.

## Conséquences
Ce soulèvement est l'un des nombreux troubles civils qui débutent lors de l'été rouge américain, de 1919. L'été est marqué par des attaques terroristes contre les communautés noires et par l'oppression des Blancs dans plus de trois douzaines de villes et de comtés. Dans la plupart des cas, les foules blanches attaquent les quartiers afro-américains. Dans certains cas, des groupes de la communauté noire résistent aux attaques, notamment à Chicago et à Washington DC. La plupart des décès surviennent dans des zones rurales, lors d'événements comme l'émeute raciale d'Elaine en Arkansas, où l'on estime que 100 à 240 Noirs et 5 Blancs ont été tués. En 1919, les émeutes raciales de Chicago et de Washington D.C. ont également fait respectivement 38 et 39 morts, et toutes deux ont fait de nombreux autres blessés et causé des dommages matériels importants atteignant des millions de dollars.